# Regen (rzeka)
Regen (cz. Řezná) – rzeka, lewobrzeżny dopływ Dunaju.
Główny ciek o nazwie Wielki Regen (niem. Große Regen) ma źródła na południowym zboczu góry Pancíř (1214 m) w rezerwacie przyrody Prameniště na czeskim pogórzu Szumawy. Od tego miejsca płynie w kierunku południowo-zachodnim, mijając miasto Železná Ruda i po 8 kilometrach wpływa na terytorium niemieckie na wysokości 709 m n.p.m. w miejscowości Bayerisch Eisenstein. 
Mniejszy ciek o nazwie Mały Regen (niem. Kleinen Regen, czes. Malá Řezná) ma źródła północno-wschodnich zboczach góry Roklan (niem. Grosser Rachel) - najwyższego szczytu Szumawy, kilka kilometrów od granicy bawarskiej. 
W bawarskiej miejscowości Zwiesel obydwa cieki zlewają się tworząc Czarny Regen (niem. Schwarzer Regen). W miejscowości Bad Kötzting Czarny Regen łączy swe wody z siostrzaną rzeką o nazwie Biały Regen i od tego miejsca obowiązuje jedna wspólna nazwa Regen.
Do ważniejszych miast leżących nad rzeką Regen należą Cham i Ratyzbona.